# Jamal Khashoggi
Jamal Ahmad Khashoggi (arabiska: جمال أحمد خاشقجي), född 13 oktober 1958 i Medina, död 2 oktober 2018 i Istanbul i Turkiet, var en saudisk journalist.
Khashoggi var en av Saudiarabiens mest namnkunniga och etablerade publicister. Han var bland annat chefredaktör för tidningar som Al Madina, Arab News och Al Watan samt utrikeskorrespondent för saudiska TV-bolag. Han mördades under ett besök på Saudiarabiens konsulat i Istanbul.

## Biografi
Jamal Khashoggi kom från en av Saudiarabiens mest tongivande familjer. Hans farfar Muhammed Khaled Khashoggi var under många år personlig livläkare åt Ibn Saud som grundade det moderna Saudiarabien. Hans farbror Adnan Khashoggi räknades under sin livstid som en av världens rikaste personer. Jamal Khashoggi var kusin till affärsmannen Dodi Fayed.
Jamal Khashoggi utbildade sig i USA och blev uppmärksammad i saudiska medier i samband med det afghansk-sovjetiska kriget under 1980-talet, då han följde unga saudiska män som stred i konflikten, bland andra Usama bin Ladin. Khashoggi kom nära bin Ladin och intervjuade honom flera gånger innan de bröt kontakten på 1990-talet då Khashoggi misslyckats med att övertyga bin Ladin om att lämna terrorismen. Khashoggi hade även haft en nära relation med den saudiske prinsen Turki al Faisal vilket ledde till goda kontakter med den saudiska säkerhetstjänsten. Under 1990-talet och det tidiga 2000-talet blev Khashoggi alltmer uppmärksammad, delvis på grund av hans goda förhållande till det saudiska kungahuset. Under 2000-talet kritiserade han flera gånger regimens agerande vilket ledde till att relationen till kungahuset blev ansträngd. Efter att ha skrivit en krönika, vilken kunde tolkas som kritisk mot den muslimska rörelsen wahhabism, avskedades han från Al Watan av den saudiska underrättelsetjänsten. Han riktade även kritik mot Saudiarabiens islamistiska lagar.
Efter att ha utsatts för hot bosatte han sig i USA i juni 2017 och började skriva för Washington Post. I USA fortsatte hans kritik av Saudiarabien och dess kungahus och han anklagade bland annat kronprins Mohammed bin Salman för korruption, argumenterade för kvinnors rättigheter och kritiserade Saudiarabiens agerande i Jemen.

### Död
Efter ett besök på Saudiarabiens konsulat i Turkiet den 2 oktober 2018 försvann Jamal Khashoggi. Turkiet hävdade att han har mördats. Efter att ha ändrat sina uttalanden om vad som hänt Khashoggi ett flertal gånger medgav Saudiarabien den 19 oktober att han dött på konsulatet i Istanbul. Saudiarabien hävdade att han dog i samband med att ett slagsmål utbröt samt att 18 personer gripits misstänkta för inblandning i händelsen. Dock har den turkiska säkerhetstjänsten publicerat en ljudinspelning som tyder på att Jamal Khashoggi ströps kort efter att ha anlänt till konsulatet och att kroppen sedan styckades med en bensåg. I ljudinspelningen hörs någon använda en mobiltelefon för att ringa ett samtal och säga "Berätta för din chef att jobbet är gjort", vilket tyder på att mordet och styckningen var planerade; dock framgår ej vilka som pratar eller vem "chefen" är.
CIA bedömde i november 2018 att det var den saudiske kronprinsen Mohammed bin Salman som hade beställt mordet på Khashoggi. USA:s dåvarande president Donald Trump hade en avvikande mening och menade att CIA inte kunde veta vem som var ansvarig för mordet och att USA inte skulle vidta några åtgärder mot Saudiarabien. Två dagar senare förnekade Trump att CIA ens hade gjort en bedömning av fallet. Hans uttalande fördömdes skarpt från både republikaner och demokrater.
Efter en sex månader lång utredning meddelade Kontoret för FN:s högkommissarie för mänskliga rättigheter i juni 2019 att de höll den saudiarabiska staten ansvarig för mordet.
Mohammed bin Salman konstaterade i september 2019 att han som Saudiarabiens ledare var ytterst ansvarig för händelsen, men menade att han inte kände till något om planerna på förhand.